# Landolphia membranacea
Landolphia membranacea là một loài thực vật có hoa trong họ La bố ma. Loài này được (Stapf) Pichon mô tả khoa học đầu tiên năm 1953.